# Anomopoda
Anomopoda — підряд зяброногих ракоподібних ряду Гіллястовусі (Cladocera). Anomopoda як правило, мають п'ять пар грудних кінцівок, але іноді є шість пар. Голова Anomopoda нечітко відділена від тіла.
Підряд включає наступні родини:
- Bosminidae Baird, 1845
- Chydoridae Stebbing, 1902
- Daphniidae Straus, 1820
- Ilyocryptidae Smirnov, 1992
- Macrothricidae Norman & Brady, 1867
- Moinidae Goulden, 1968